# Charles Darwin Foundation
Die Charles Darwin Foundation for the Galapagos Islands (CDF) ist eine internationale Organisation mit dem Ziel, die Forschung und den Schutz der Galápagos-Inseln voranzutreiben.
CDF arbeitet auf den Galapagosinseln naturschutzbiologisch unter einer speziellen Verordnung der ecuadorianischen Regierung. Die Organisation ist eingebunden in ein Netz lokaler Akteure und arbeitet eng mit dem Galapagos National Park Service (GNPS) zusammen.
Die CDF wurde 1959 mit der Hilfe von IUCN, UNESCO und Naturschützern aus der ganzen Welt gegründet. Wissenschaftler, Freiwillige und Studenten aus vielen Ländern unterstützen die Arbeit der CDF, jedoch sind 90 Prozent des Vorstandes Ecuadorianer. Seit April 2020 leitet María José Barragán-Paladines die der Charles Darwin Foundation zunächst als Interim-CEO seit Februar 2021 als  Science Director.
Die Charles Darwin Foundation ist eine nach belgischem Recht registrierte International Non-Profit Association – Nichtregierungsorganisation –  unter der Nummer 371359.

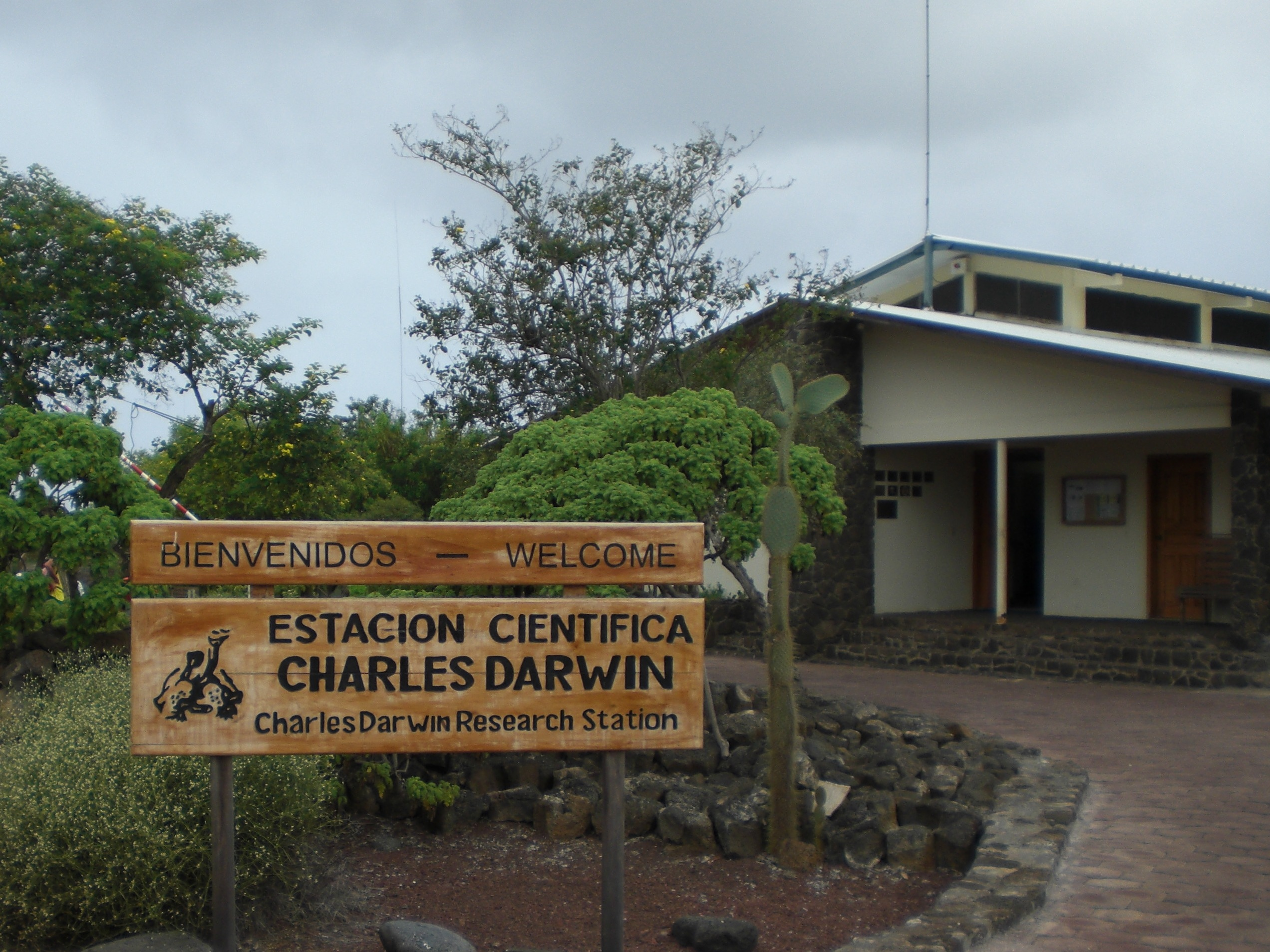
Charles Darwin Research Station

Die Charles-Darwin-Forschungsstation (Charles Darwin Research Station) als Hauptquartier der Foundation befindet sich in Puerto Ayora auf der Galápagos-Insel Santa Cruz, Ecuador, und wird genutzt, um wissenschaftliche Forschung zu betreiben und die Umweltbildung zu fördern. Die Station beherbergt ein Team von über 100 Wissenschaftlern, Lehrern, Freiwilligen, Wissenschaftsstudenten und Support-Mitarbeitern.
2002 erhielt die Station den International Cosmos Prize.